# Fuerza Aérea Mexicana

Flaga Meksykańskich Sił Powietrznych

Fuerza Aérea Mexicana (FAM) – meksykańskie siły powietrzne, jeden z trzech rodzajów Sił Zbrojnych Meksyku, obok Wojsk Lądowych i Marynarki Wojennej, które zostały założone 19 czerwca 1913 roku. Siły FAM podlegają Ministerstwu Obrony Narodowej. Zgrupowana jest w 8 różnych bazach na terenie kraju. Główną bazą jest Santa Lucia, która jest bazą macierzystą 5 grup lotniczych, które są grupami operacyjnymi FAM. Meksykańskie siły zbrojne dysponują samolotami odrzutowymi w które jest wyposażona 7 Grupa Lotnicza z Santa Lucia. Jedyne skrzydło myśliwskie stanowią amerykańskie samoloty Northrop F-5E Tiger II z 1984 roku w liczbie ośmiu sztuk. W przeszłości dysponowały także samolotami Lockheed T-33A, których głównym zadaniem było zwalczanie partyzantki. W 1995 w czasie parady lotniczej doszło do zderzenia F-5E z trzema T-33A w wyniku czego rozbiły się wszystkie samoloty, skutkując śmiercią 10 osób. Pozostałe grupy Lotnicze wyposażone są w samoloty szkolno-bojowe typu Pilatus PC-7 operują one z 6 różnych baz na terenie kraju. Łącznie od 1979 zakupiono 87 PC-7. W 2012 roku rozpoczął się proces zastępowania PC-7 samolotami Beechcraft T-6C+ Texan II.

## Wyposażenie
| Samoloty bojowe                                                              | Samoloty transportowe                                                               | Samoloty szkolne                   | Śmigłowce                                                                |                                                                                           |
| - 10 Northrop F-5E/F Tiger II - 31 Pilatus PC-7 - 34 Beechcraft T-6 Texan II | - 5 Lockheed C-130 Hercules - 8 CASA C-295M - 4 Alenia C-27J Spartan - 3 Boeing 737 | - 25 Grob G-120A - 29 Pilatus PC-7 | - 11 Eurocopter EC725 Caracal - 46 Bell 206B - 15 Bell 407 - 19 Bell 212 | - 12 Bell 412EP - 19 Mi-171-V - 18 McDonnell Douglas MD-500 - 9 Sikorsky UH-60 Black Hawk |